# CE 라지아덴시

클루비 이스포르치부 라지아덴시는 라지아덴시로 잘 알려진 브라질의 축구단으로 히우그란지두술주의 라지아두를 연고로 한다.